# Knoppix

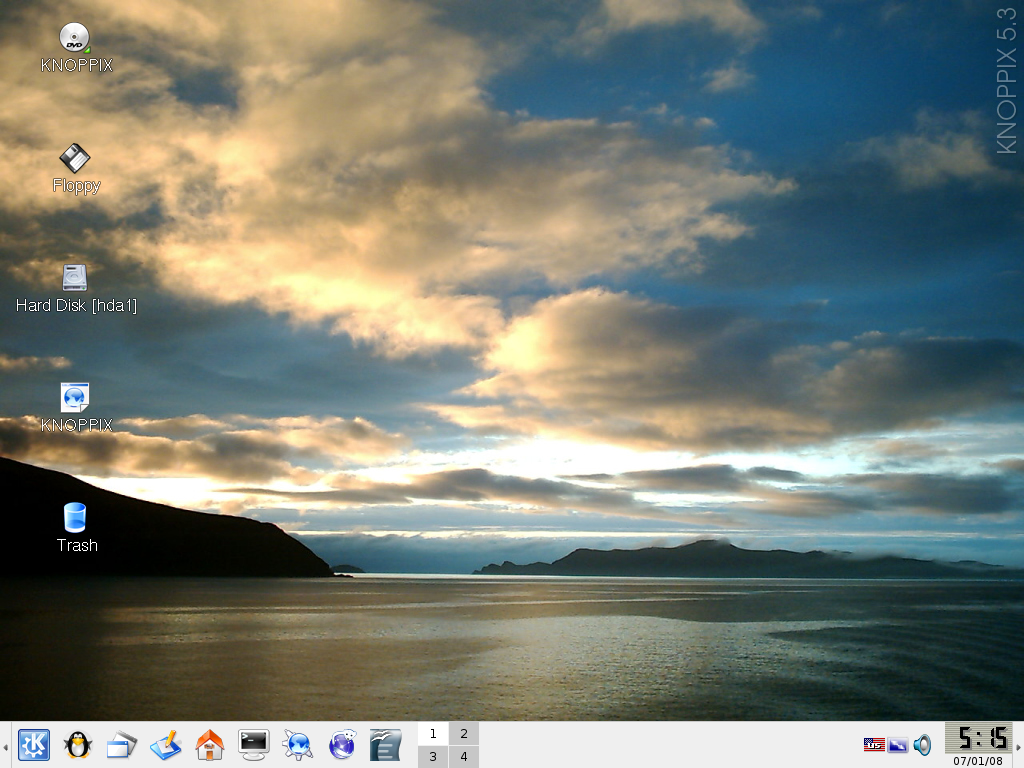
KNOPPIX

Knoppix är en Linuxdistribution som kan köras från CD-läsaren, en så kallad Live CD som inte behöver installeras på hårddisken. Knoppix innehåller det mesta i programutbud för normalanvändaren och är därför lämplig för den som behöver köra Linux på en dator utan möjlighet att installera eller för den som bara vill prova på och se hur ett sådant system beter sig. 
Knoppix har ett mycket bra automatiskt hårdvarustöd och man kan till exempel spara eventuella dokument och alster på ett USB-minne. 
Knoppix utvecklades av linuxkonsulten Klaus Knopper och baseras på Debian GNU/Linux. Linuxdistributionen Damn Small Linux baseras i sin tur på Knoppix. 